# NGC 7308
NGC 7308 (również IC 1448 lub PGC 69194) – galaktyka eliptyczna (E-S0), znajdująca się w gwiazdozbiorze Wodnika. Odkrył ją w 1886 roku Francis Leavenworth.